# Resolution 498 des UN-Sicherheitsrates
Resolution 498 des UN-Sicherheitsrates, verabschiedet am 18. Dezember 1981, unter Hinweis auf die Resolutionen 425 (1978), 426 (1978), 427 (1978), 434 (1978), 444 (1979), 450 (1979), 459 (1979), 467 (1980), 474 (1980), 483 (1980) und 490 (1981) unter Berücksichtigung des Berichts des Generalsekretärs über die Interimstruppe der Vereinten Nationen im Libanon (UNIFIL) fest, dass die Truppe angesichts der Lage zwischen Israel und dem Libanon weiterhin notwendig ist.
Die Resolution verlängerte das Mandat der UNIFIL bis zum 19. Juni 1982 und lobte die Arbeit, die die Truppe in dem Gebiet geleistet hatte. Sie bekräftigte ihre Unterstützung für die Entwicklungsbemühungen im Libanon und bat die libanesische Regierung um Hilfe.
Die Resolution 498 wurde mit 13 Stimmen bei keiner Gegenstimme angenommen, während sich die DDR und die Sowjetunion der Stimme enthielten.